# Michail Kuznecov (attore)
Michail Kuznecov (Noginsk, 25 febbraio 1918 – Mosca, 23 agosto 1986) è stato un attore sovietico.

## Filmografia parziale

### Attore
- Mašen'ka, regia di  Julij Rajzman (1942)
- Sekretar' rajkoma, regia di Ivan Pyr'ev (1942)
- Vozdušnyj izvozčik, regia di Gerbert Rappaport (1943)
- Ivan il Terribile (Ivan Grozniy), regia di Sergej Ėjzenštejn (1944)
- Naše serdce, regia di [Aleksandr Stoller (1946)
- Vo imja žizni, regia di  Iosif Chejfic e Aleksandr Zachri (1946)
- Rjadovoj Aleksandr Matrosov, regia di Leonid Lukov (1947)
- Un'estate prodigiosa (Ščedroe leto), regia di Boris Barnet (1950)
- More studёnoe, regia di Jurij Egorov (1954)
- Dragocennyj podarok, regia di Aleksandr Rou (1956)
- Č. P. - Črezvyčajnoe proisšestvie, regia di Viktor Ivčenko (1958)
- Maria la tessitrice (Mar'ja-iskusnica), regia di Aleksandr Rou (1960)
- Giperboloid inzenera Garina, regia di Aleksandr Gintsburg (1965)
- Junga Severnogo flota, regia di  Vladimir Rogovoj (1973)

## Premi
- Artista onorato della RSFSR
- Artista onorato della Repubblica Socialista Sovietica Ucraina
- Artista popolare della RSFSR
- Ordine del distintivo d'onore
- Premio Stalin